# Roewe 350
Roewe 350 — компактный автомобиль, выпускавшийся в Китае компанией Roewe с 2010 по 2015 год. На международных рынках автомобиль продавался под названием MG 350. Выпускавшийся под кодовым обозначением AP11, автомобиль разделял платформу с хетчбэком MG 5.

## Описание
Roewe 350 дебютировал в 2009 году на Шанхайском автосалоне под названием Roewe N1. Официально автомобиль был представлен в 2010 году на Пекинском автосалоне с 1,5-литровым двигателем, разработанным компанией SAIC. 1,5-литровый двигатель развивает мощность 146 л. с., а 2,0-литровый турбодвигатель развивает мощность 247 л. с. До 100 км/ч автомобиль разгоняется за 4,8 секунды. Версии с 2,0-литровым двигателем продавались на Ближнем Востоке и в Китае.

Roewe 350 выпускался в Пукоу на бывшей производственной базе Nanjing Automobile. Цена в Китае составляла от 89700 до 124700 юаней.
- Roewe N1 Concept, прототип 350
- Вид спереди
- Вид сзади

## MG 350
MG 350, продававшийся на региональном рынке Совета сотрудничества стран Персидского залива и Ближнего Востока, является модернизированной версией Roewe 350. Изменения коснулись радиаторной решётки и задних фонарей. Автомобиль оснащался 1,5-литровым четырёхцилиндровым двигателем мощностью 107 л. с. и крутящим моментом 135 Н·м в паре с четырёхступенчатой автоматической трансмиссией. MG 350 стал первым автомобилем, продававшимся на европейском рынке с операционной системой Android Auto и доступом в Интернет 3G. В Европе автомобиль продавался с 1,5-литровым турбодвигателем мощностью 129 л. с. или же с 1,5-литровым атмосферным двигателем мощностью 109 л. с.
- Вид спереди
- Вид сзади

## Разногласия с Ssangyong Motors
Первоначально планировалось, что автомобиль будет называться SsangYong B100. Разработка началась в 2006 году. Ожидалось, что конкурентами SsangYong B100 станут Hyundai Elantra и другие компактные автомобили в Корее. Чуть позже китайская компания SAIC запустила в производство серийную версию, получившую название Roewe 350, которая так и не была запущена в продажу на корейском рынке. Планировалось, что компания SsangYong и её корейские партнёры разработают свою версию в качестве субподрядчиков.